# Kossuth Ferenc-telep
Kossuth Ferenc-telep est un quartier situé dans le 18e arrondissement de Budapest. 